# JR西日本281系電車
281系電車（281けいでんしゃ）は、西日本旅客鉄道（JR西日本）の直流特急形車両。

## 概要
1994年（平成6年）9月4日に開港した関西国際空港への空港アクセス列車である関空特急「はるか」の専用車両として、同年春に川崎重工業・近畿車輛で製造された。
外観デザインは木村一男によるもの。
1994年（平成6年）度グッドデザイン賞、第5回ブルネル賞近距離列車部門最優秀賞を受賞している。

## 構造

### 車体
車体は普通鋼を基本とし、塗装は大空に輝く雲をイメージさせるシャイニングホワイト■をベースに、肩部には無限に広がる宇宙をイメージしたコスモグレー、車体の袖部には成層圏をイメージさせるストラトブルー■が使用されている。車体側面には「はるか」ロゴが描かれている。先頭車前面はS字型の形状になっており、非常時用の貫通扉が備えられている。付随車の屋根部には大きくJRのロゴが表記されている。
警笛は、タイフォンに加え、681系電車と同じ旋律のミュージックホーンが装備されている。前照灯は前面腰部に2基、尾灯は連結器の左右に発光ダイオード（LED）式のものを設置している。
後述のお召し列車として運用された車両のガラスは防弾ガラスを利用している。

### 車内
車内は運用開始当初から全席禁煙とし、一部の車両に限って喫煙コーナーが設置されていた。喫煙コーナーには灰皿を2個埋め込んだカウンターテーブルを窓際に設置し、天井に換気扇を設置していた。その後、2007年（平成19年）3月18日から全面禁煙化により灰皿が撤去され、携帯電話の通話などのフリースペースとされている。
グリーン車の座席は681系に準じた回転式リクライニングシートが横2+1列の3アブレストで配置され、シートピッチは1,160 mmである。座席のモケットは、関西の伝統が感じられる落ち着いた空間を演出するために、レイッシュパープルが採用されている。テーブルは肘掛けに収納された小型のものを取り付けており、座席の背面にはテーブルの代わりにマガジンラックが取り付けられている。
普通車の座席は、シートピッチ970 mmの回転式リクライニングシートが横2+2列の4アブレストで配置される。モケットは包み込むような上品な空間とするため茶色と黄色が採用された。グリーン車と同様に背面テーブルは設置されていないが、収納式のカップホルダー付きの小型テーブルが取り付けられている。
折り返し駅での清掃時間短縮のため運転席より全座席を自動で方向転換できる機構が装備されている。航空旅客が携行するスーツケースなどの大型荷物を置くことが可能な荷物置場は、各車両の出入口付近のデッキに設置されている。
2014年（平成26年）12月1日より、無料公衆無線LANサービスの提供を開始した。 

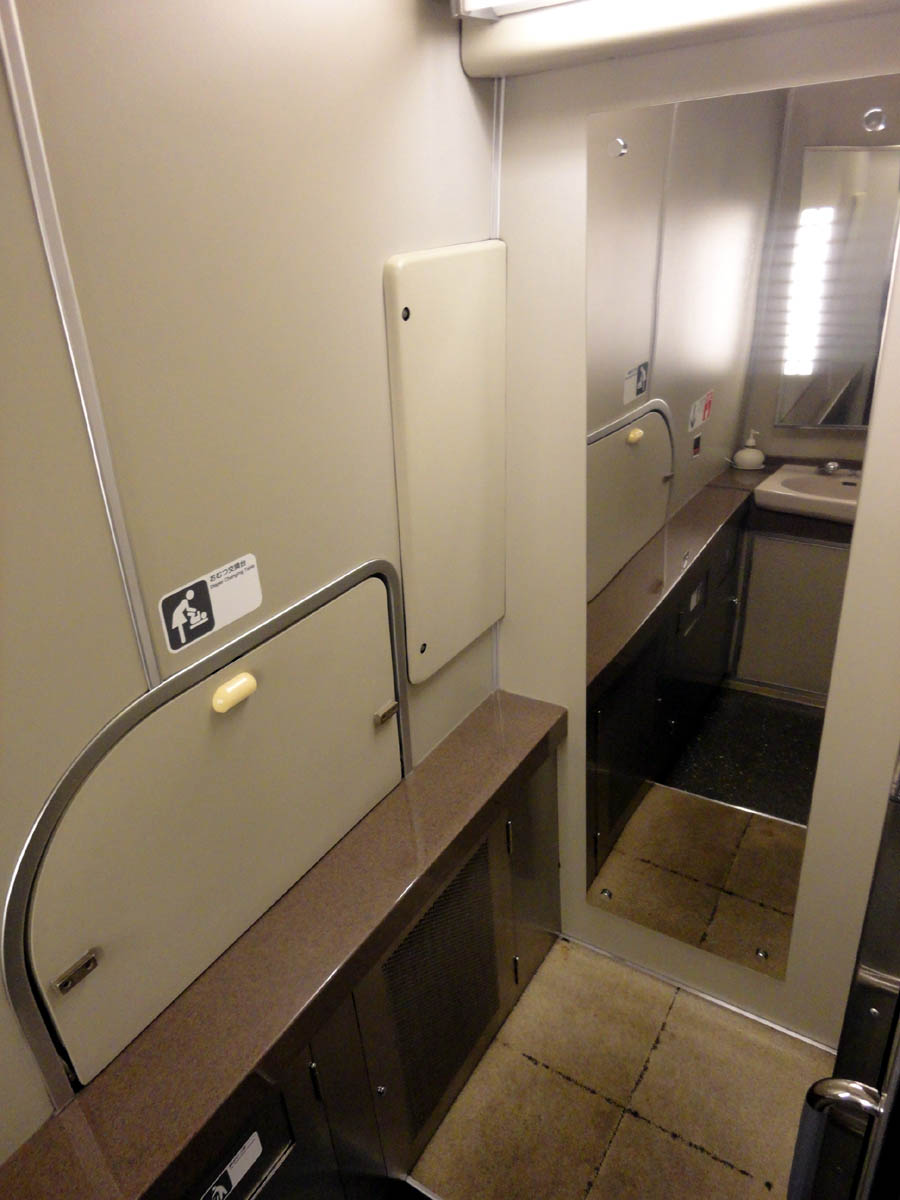
多目的室
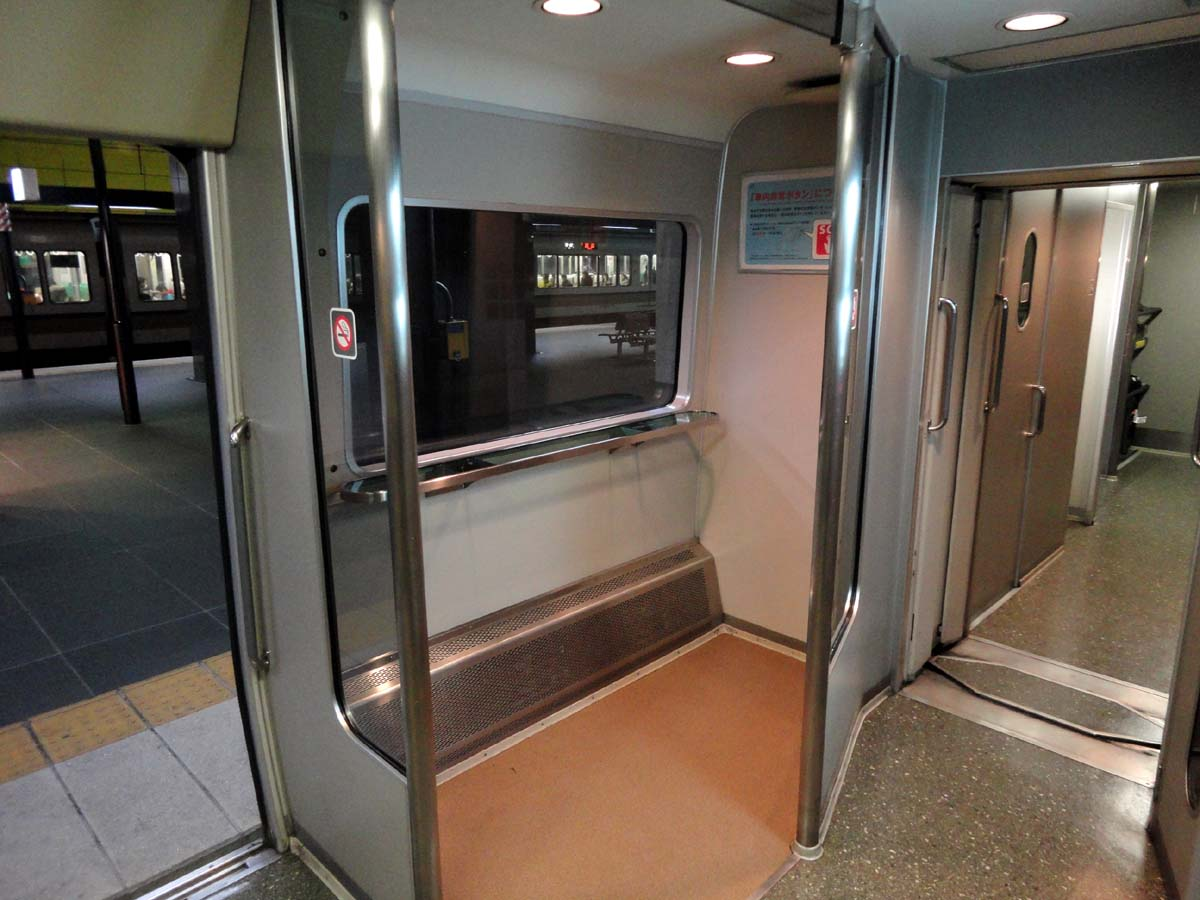
フリースペース
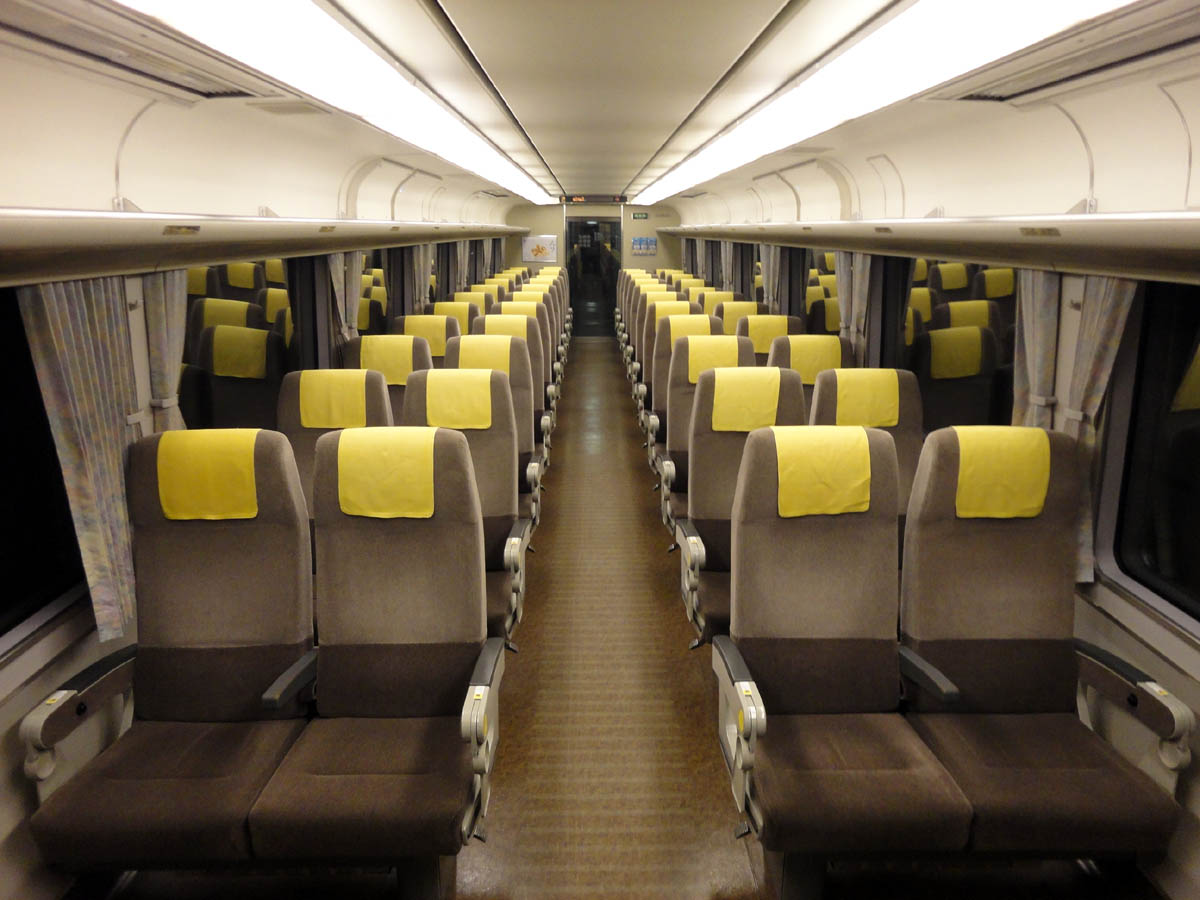
普通車車内
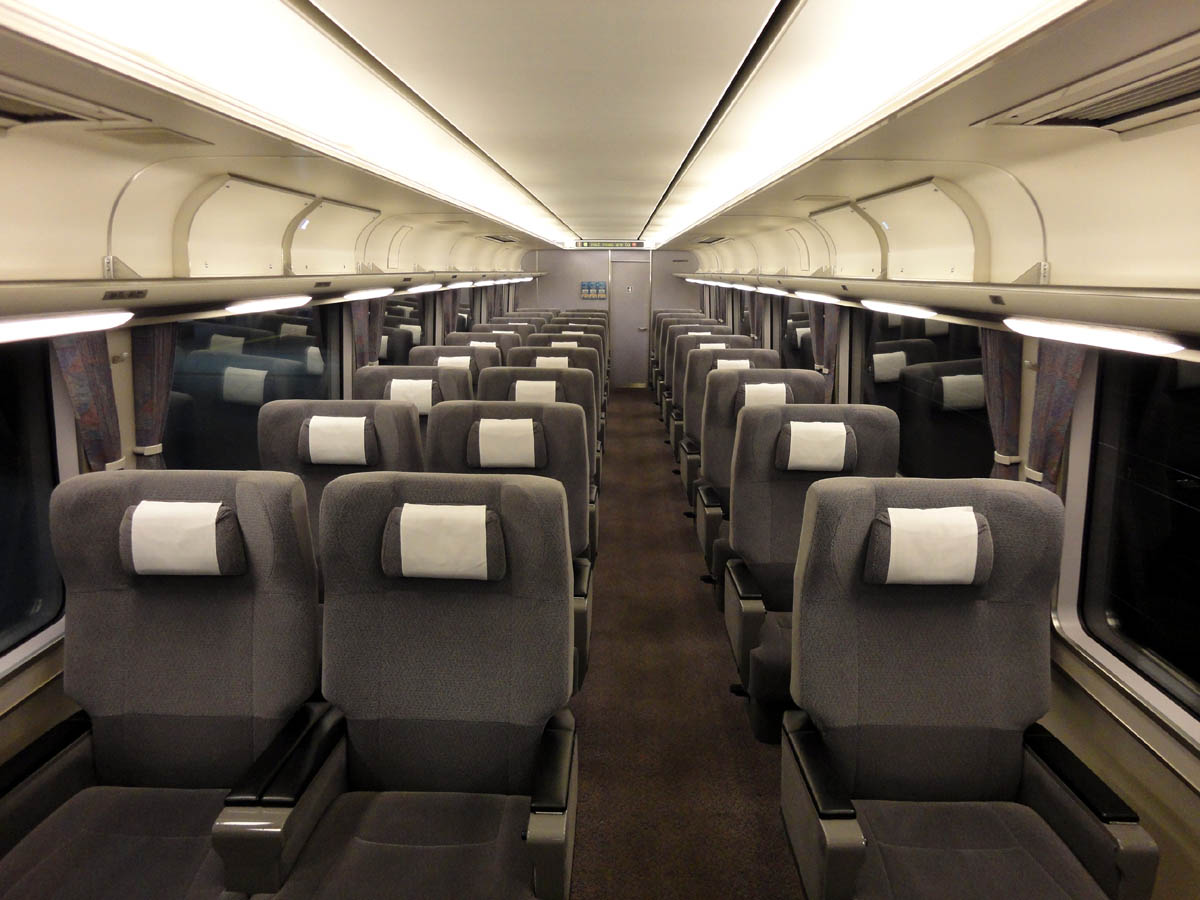
グリーン車車内

### 主要機器
制御装置は、東芝製GTOサイリスタ素子によるVVVFインバータ（1C1M制御）である。形式名は WPC4 であり、ほぼ同時期に登場した207系1000番台や223系0番台などと同一である。主電動機は定格出力180 kWの WMT100B かご形三相誘導電動機が装備されている。
補助電源装置（WSC40）は130 kVAの容量を有する静止形インバータ（SIV）であり、電動車に1基搭載されている。
空気圧縮機（WMH3094-WTC1000改）は1000 Lの容量を有し、6両編成では編成中に2基、3両編成では編成中に1基搭載されている。
集電装置は下枠交差式パンタグラフ（WPS27D）が採用され、各電動車の京都方に1基設置されている。
空調装置は、集約分散式のWAU703を屋根上に1両あたり2台搭載されている。1台あたりの冷凍能力は18,000 kcal/hである。

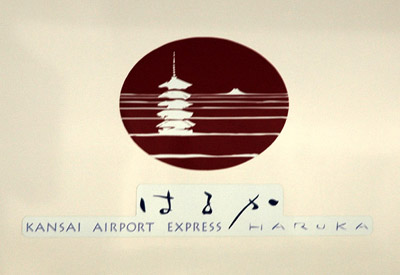
「はるか」ロゴ
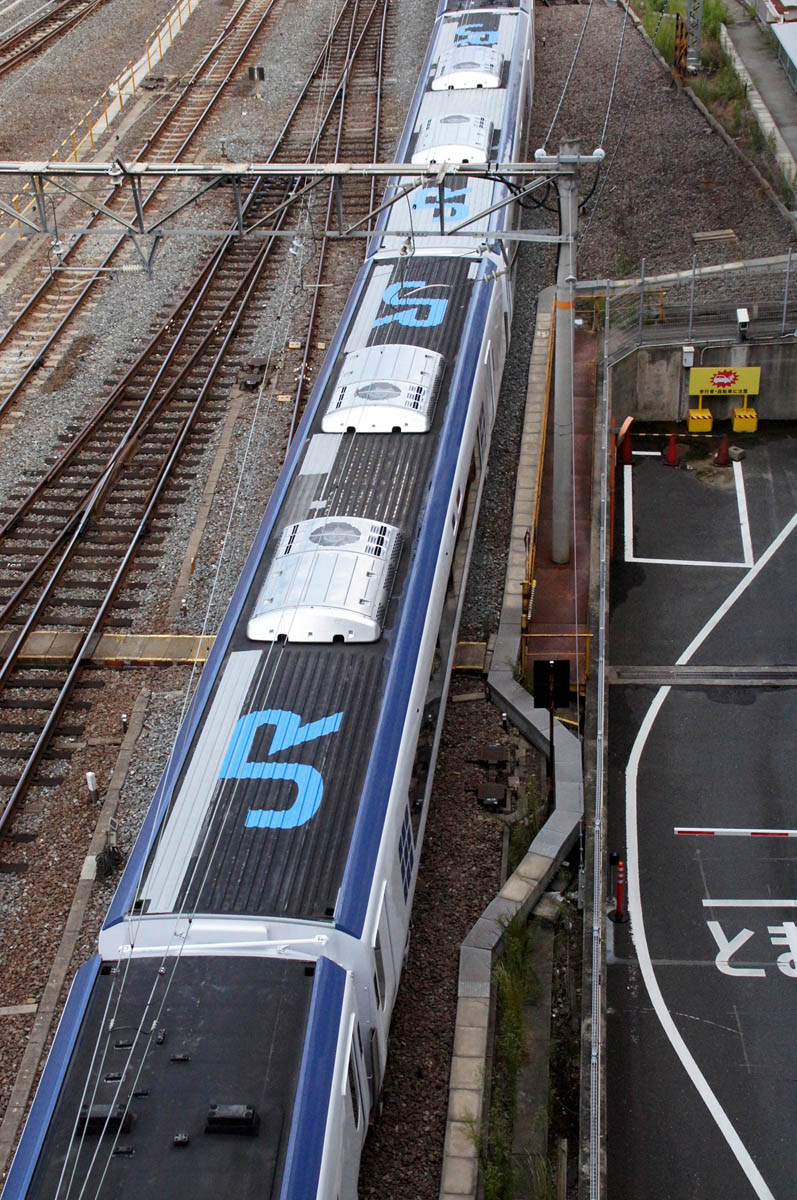
屋根に描かれた 「JR」マーク
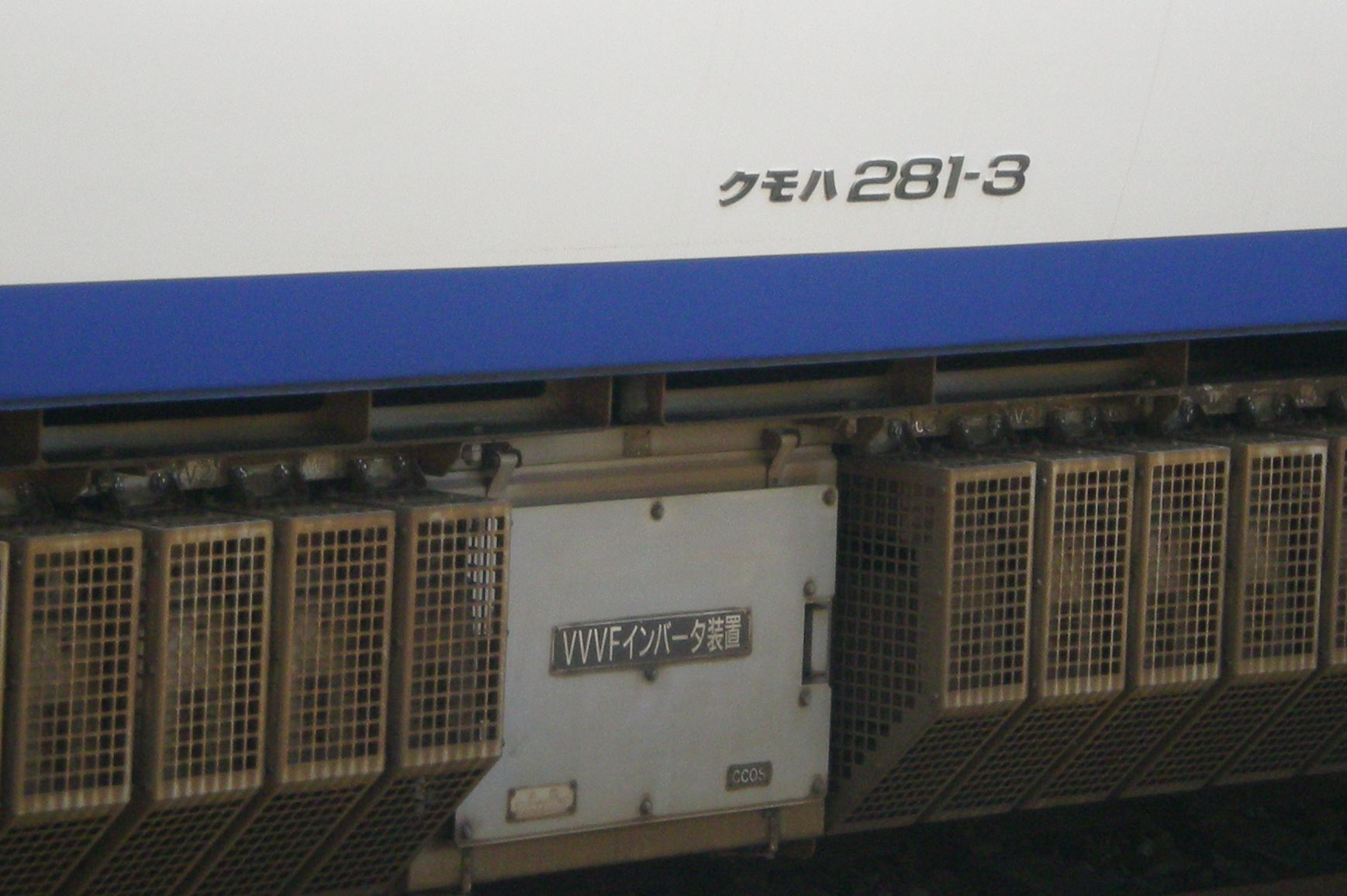
電動車両に搭載されるVVVF制御装置 （クモハ281-3）

## 形式・編成
- クモハ281形（Mc）

普通席を備える制御電動車。関西空港向き運転台、喫煙ルームが設置され、VVVFインバータ装置・補助電源装置・集電装置などが搭載されている。定員44名。
- クハ281形（Tc）

普通席を備える制御付随車。関西空港向き運転台・荷物室が設置され、空気圧縮機などが搭載されている。定員44名。
- クロ280形（Tsc'）

グリーン席を備える制御付随車。京都向き運転台・トイレ・洗面所が設置されている。定員30名。
- クハ280形（Tc'）

普通席を備える制御付随車。京都向き運転台・トイレ・洗面所が設置され、空気圧縮機などが搭載されている。定員44名。
- モハ281形（M）

普通席を備える中間電動車。喫煙ルームが設置され、VVVFインバータ装置・補助電源装置・集電装置などが搭載されている。定員48名。
- サハ281形（T）

普通席を備える中間付随車。
- 0番台

車いす対応トイレ・洗面所・車いす対応座席などのバリアフリー設備が設置され、空気圧縮機が搭載されている。定員42名。
- 100番台

トイレ・洗面所が設置されている。定員48名。
| ← 野洲・京都関西空港 → | ← 野洲・京都関西空港 → | ← 野洲・京都関西空港 → | ← 野洲・京都関西空港 → | ← 野洲・京都関西空港 → | ← 野洲・京都関西空港 →                 | ← 野洲・京都関西空港 →                 | ← 野洲・京都関西空港 →                 |
| ---------------------- | ---------------------- | ---------------------- | ---------------------- | ---------------------- | -------------------------------------- | -------------------------------------- | -------------------------------------- |
| 基本編成               | 形式                   | クロ280 -#0 （Tsc'）   | ◇ モハ281 -#0 （M）    | サハ281 -#0 （T）      | サハ281 -#100 （T）                    | ◇ モハ281 -#0 （M）                    | クハ281 -#0 （Tc）                     |
| 基本編成               | 定員                   | 30                     | 48                     | 42                     | 48                                     | 48                                     | 44                                     |
| 付属編成               | 形式                   | クハ280 -#0 （Tc'）    | サハ281 -#100 （T）    | ◇ クモハ281 -#0 （Mc） |                                        |                                        |                                        |
| 付属編成               | 定員                   | 44                     | 48                     | 44                     |                                        |                                        |                                        |
| 付属編成 （代走時）    | 形式                   | クロ280 -#0 （Tsc'）   | ◇ モハ281 -#0 （M）    | クハ281 -#0 （Tc）     | ※6両基本編成から 中間3両を抜いて代用。 | ※6両基本編成から 中間3両を抜いて代用。 | ※6両基本編成から 中間3両を抜いて代用。 |
| 付属編成 （代走時）    | 定員                   | 30                     | 48                     | 44                     | ※6両基本編成から 中間3両を抜いて代用。 | ※6両基本編成から 中間3両を抜いて代用。 | ※6両基本編成から 中間3両を抜いて代用。 |

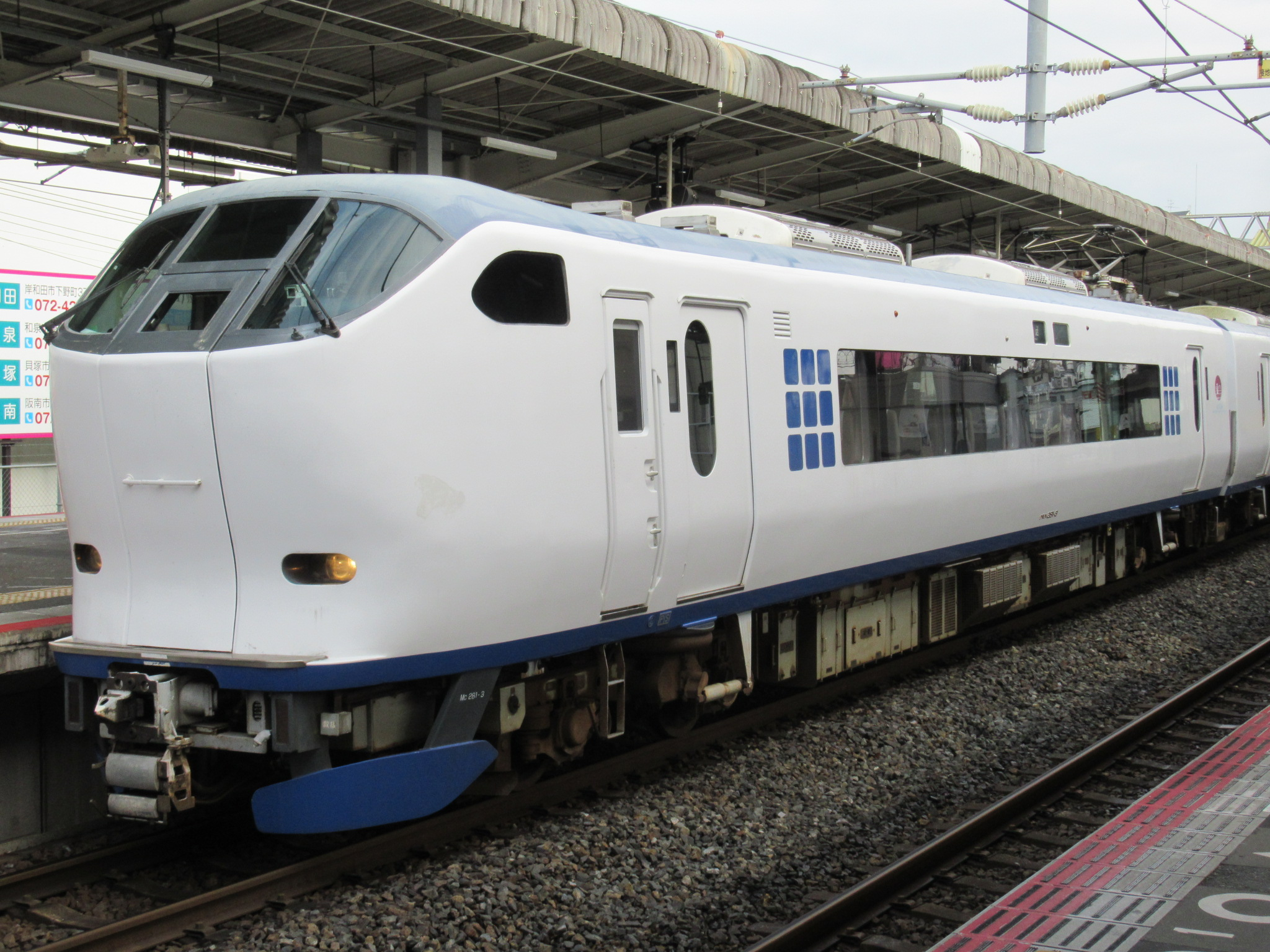
クモハ281形 （クモハ281-3）
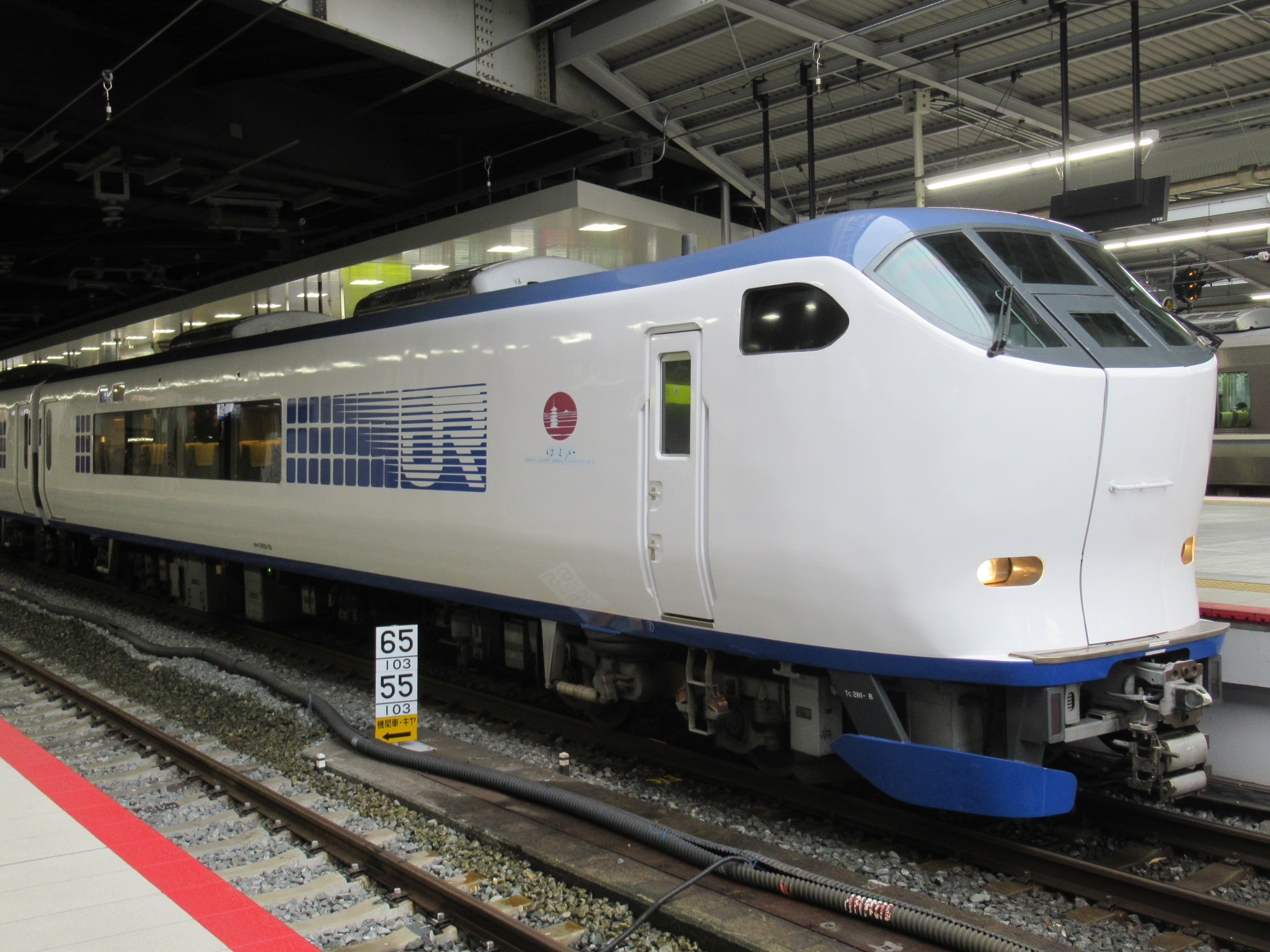
クハ281形 （クハ281-8、荷物室ドア封鎖後）
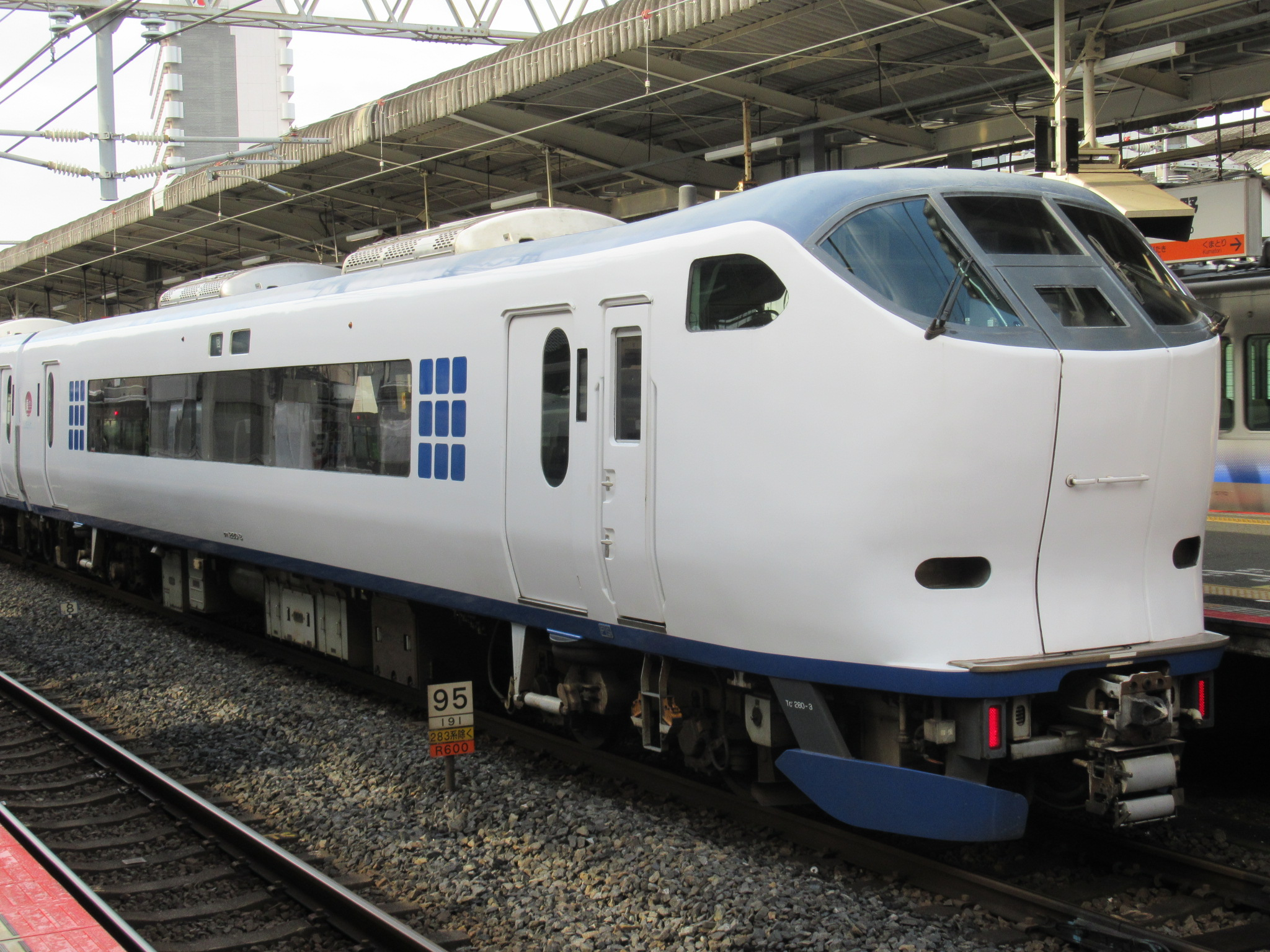
クハ280形 （クハ280-3）
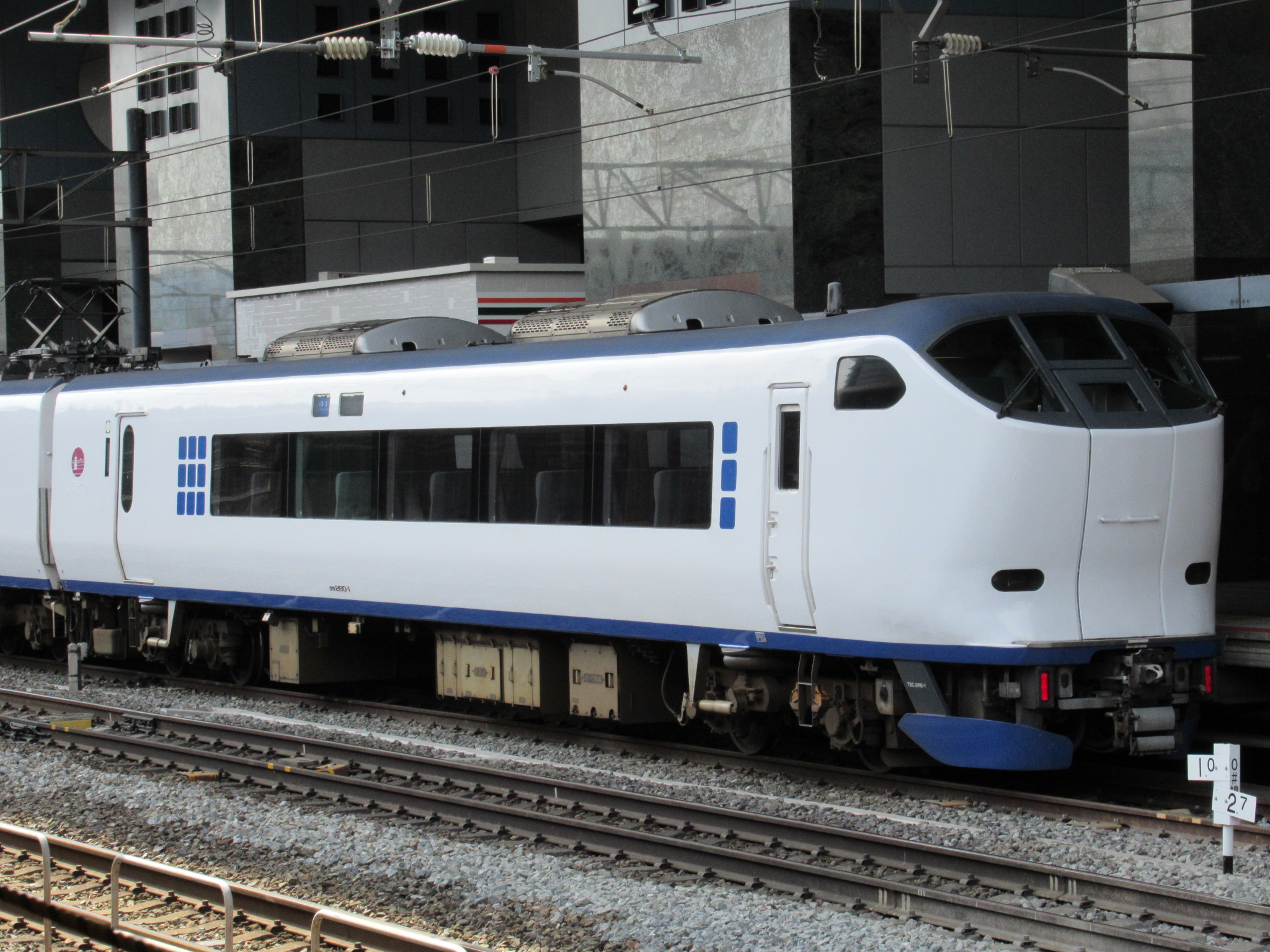
クロ280形 （クロ280-1）
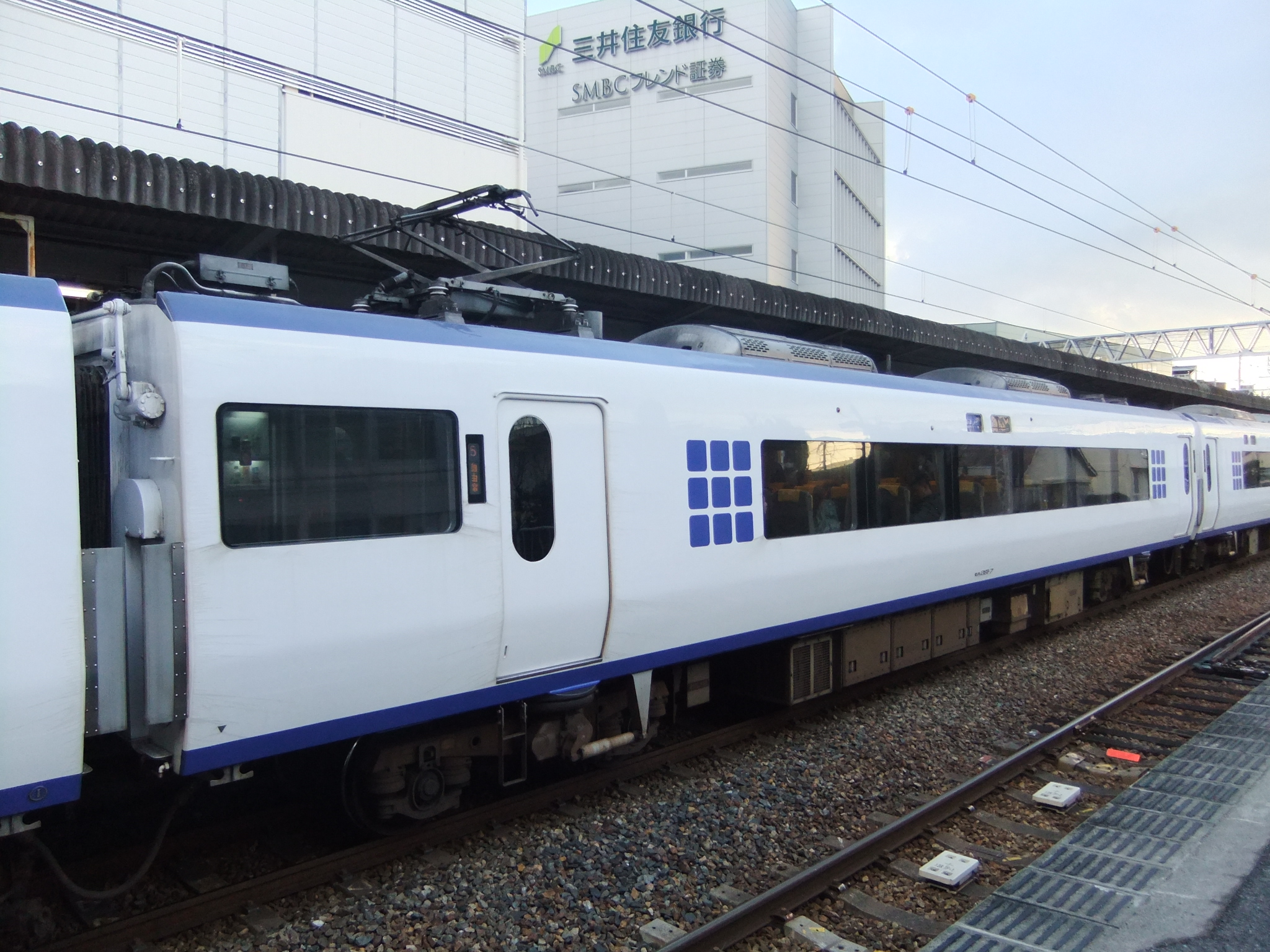
モハ281形 （モハ281-7）
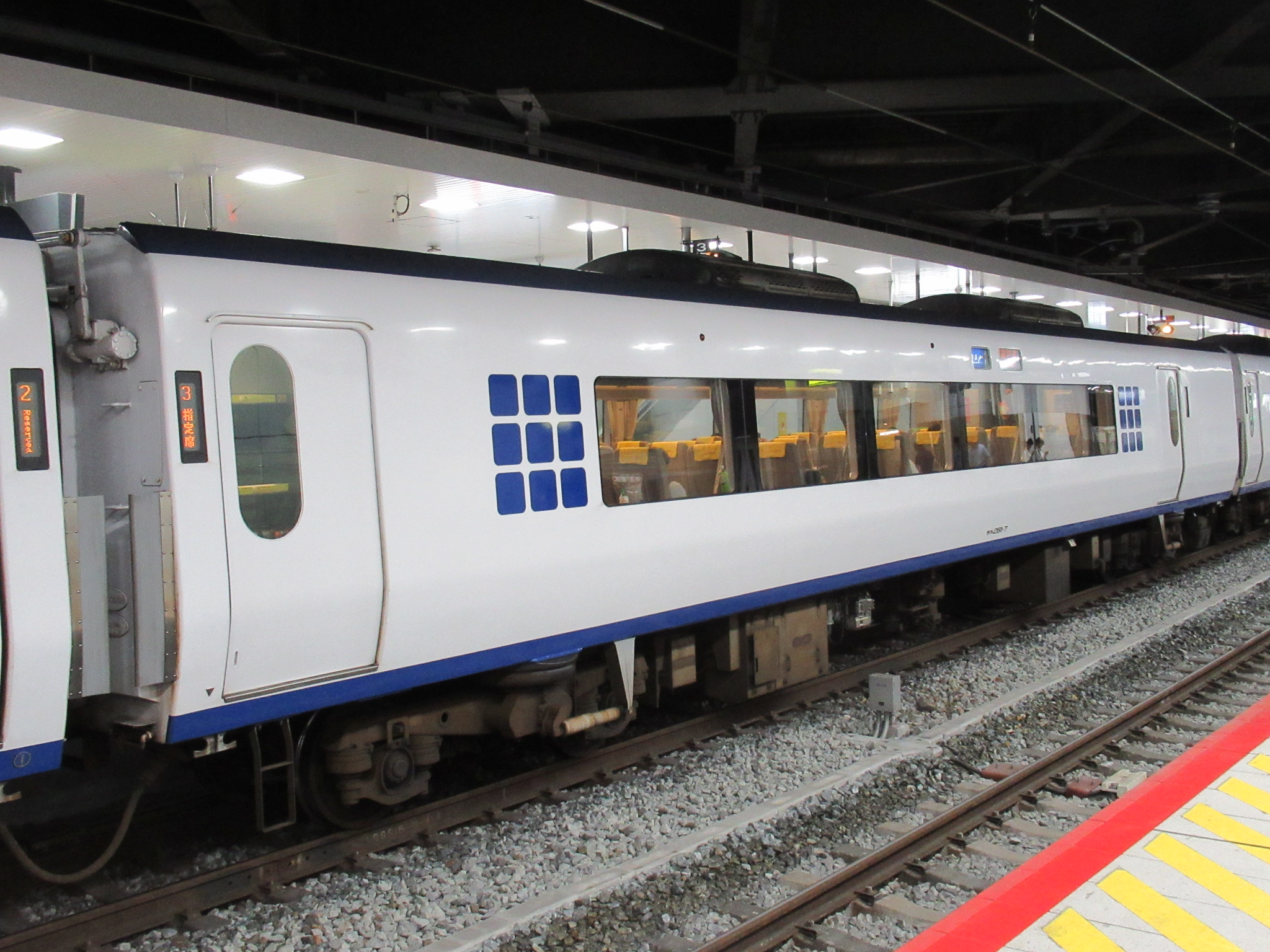
サハ281形0番台 （サハ281-7）
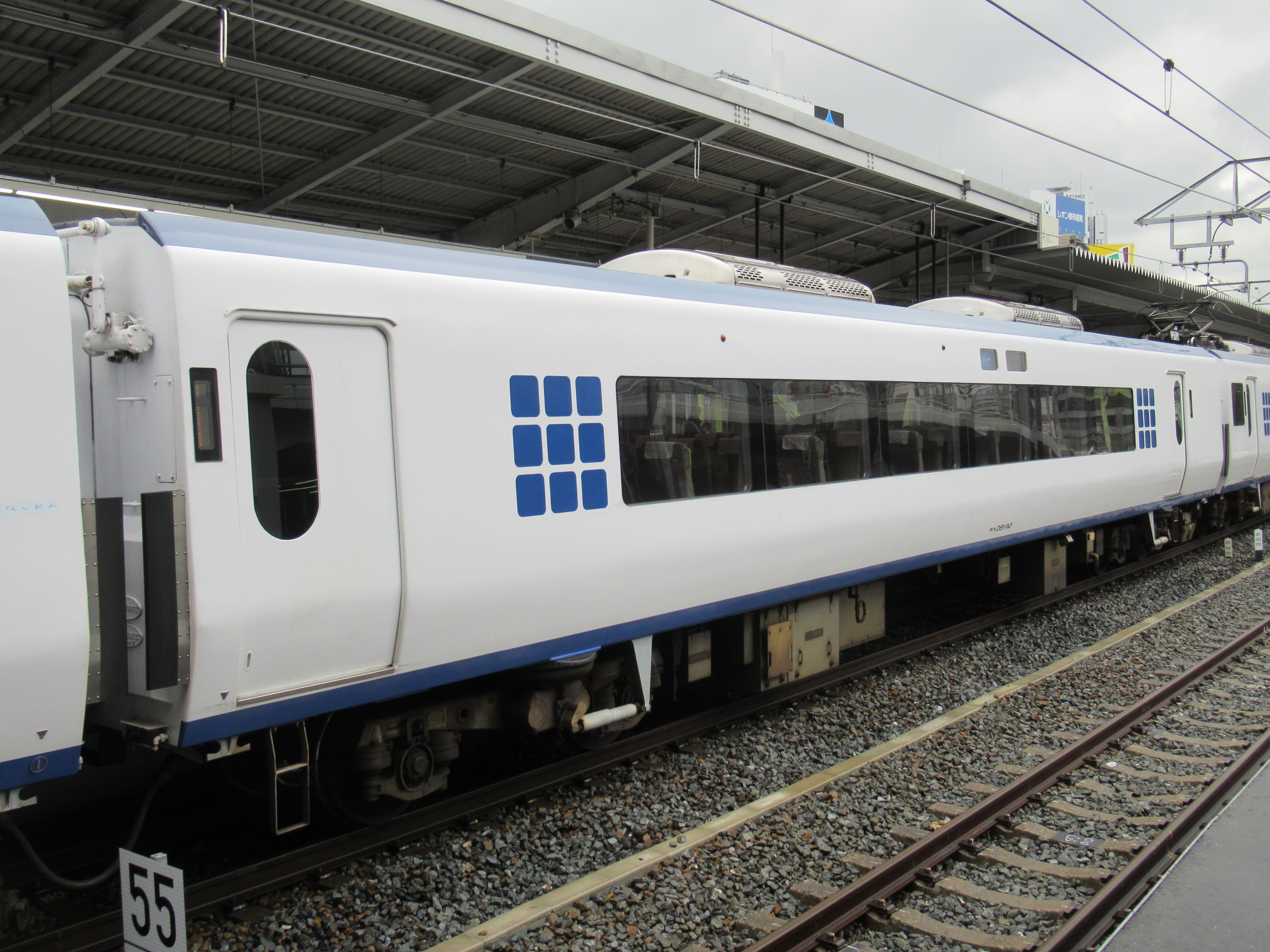
サハ281形100番台 （サハ281-110）

営業運転開始当時は関西空港方先頭車がグリーン車クロ280形、京都方先頭車は荷物室付きの普通車クハ281形であった。クハの荷物室は京都駅構内に設置されていた京都シティエアターミナル（K-CAT）で搭乗手続きを済ませた国際線航空旅客の手荷物を収容するものであった。その後K-CAT廃止に伴い先頭車両の方向転換が実施され、京都方先頭車がグリーン車になるよう改められた。なお、荷物室は使用停止のままで客室への改造もされておらず、デッドスペースとなっている。
2016年（平成28年）1月14日、関西空港線を走行中に本形式の荷物室ドア外板パネルが落下する事故が発生した。この事故を受け、全編成を対象に荷物室ドアの部品脱落防止工事が開始された。応急処置として外板パネルにビス留めが施された後、荷物室ドアを外側から封鎖する工事が行われている。

## 運用
2025年（令和7年）4月1日現在、基本編成の6両編成×9本（HA601 - HA609編成）と付属編成の3両編成×3本（HA631 - HA633編成）の計63両が吹田総合車両所日根野支所（旧：日根野電車区）に配置されている。運転開始当初は5両編成だったが、好調な乗車率のために付随車（サハ281形100番台）を新造・増結し現行の6両編成とされ、さらに3両の付属編成も用意された。
落成当初から一貫して関空特急「はるか」の運用に充当しており、2023年（令和5年）現在は関西空港駅 - 野洲駅間で運行されている。2021年（令和3年）3月改正以前は米原駅まで乗り入れていた。
朝晩の一部列車が9両で、そのほかの列車は基本編成の6両で運転されている。増結用の付属編成は関西空港方に連結される。しかし、基本編成9本に対して付属編成は3本のみであるため、年末などの多客期には付属編成が不足していた。その際は、6両基本編成から中間車3両を抜き取って他の6両基本編成に挿入し9両貫通編成を組ませ、残った3両を付属編成として他の6両基本編成に増結する変則9両編成を組む処置をとっていた（この場合、一部「はるか」にグリーン車2両の列車が発生する事になる）。
2020年（令和2年）3月には、「はるか」全列車9両編成化のために足りない付属編成を補う目的として、「はるか」向け新型車両271系3両編成×6本が導入された。これにより、281系基本編成は全て9両編成を組成することが可能になった。
新型コロナウイルス感染症の拡大による海外渡航制限による利用低迷を受け、2020年（令和2年）4月1日から「はるか」全列車が6両編成で運行されることになり、3両付属編成は当面の間運用を外れていた。しかし3年後の2023年（令和5年）には、インバウンド回復や夏休み期間の旅客増加を受けて9両運転が増加したことから、全編成が同年8月より運用に復帰している。
「はるか」運用区間外で旅客輸送を行なった実績としては、1999年（平成11年）10月2日には舞鶴線電化開業記念列車として舞鶴線に入線したことがある。また、団体列車として湖西線・山陽本線・伯備線・山陰本線などに入線したほか、お召し列車として下記のように運用された。
- 2000年（平成12年）
  - 9月30日：京都駅 → 東舞鶴駅間
  - 10月2日：天橋立駅 → 大江駅間
- 2007年（平成19年）11月12日：大津駅 - 貴生川駅間（往復）

## 特別装飾

### ハローキティラッピング
サンリオのキャラクター「ハローキティ」とのコラボレーション企画によるラッピング車両3種類4編成が2019年（平成31年）1月29日から運行されている。同年9月にはラッピングを2020年（令和2年）春までに基本編成全車に拡大することを明らかにしていたが、同年9月までに付属編成を含めた全編成にラッピングが実施された。なお、2023年（令和5年）12月よりHA604編成がラッピングを撤去しており、これ以降、順次ラッピングの撤去が行われている。
車体デザインは4種類存在し、基本6両編成は「Butterfly」「Ori-Tsuru」「Kanzashi」の3種、増結3両編成は「Ougi」の1種がラッピングされており、車内の化粧板や座席リネン等にも装飾が施されている。

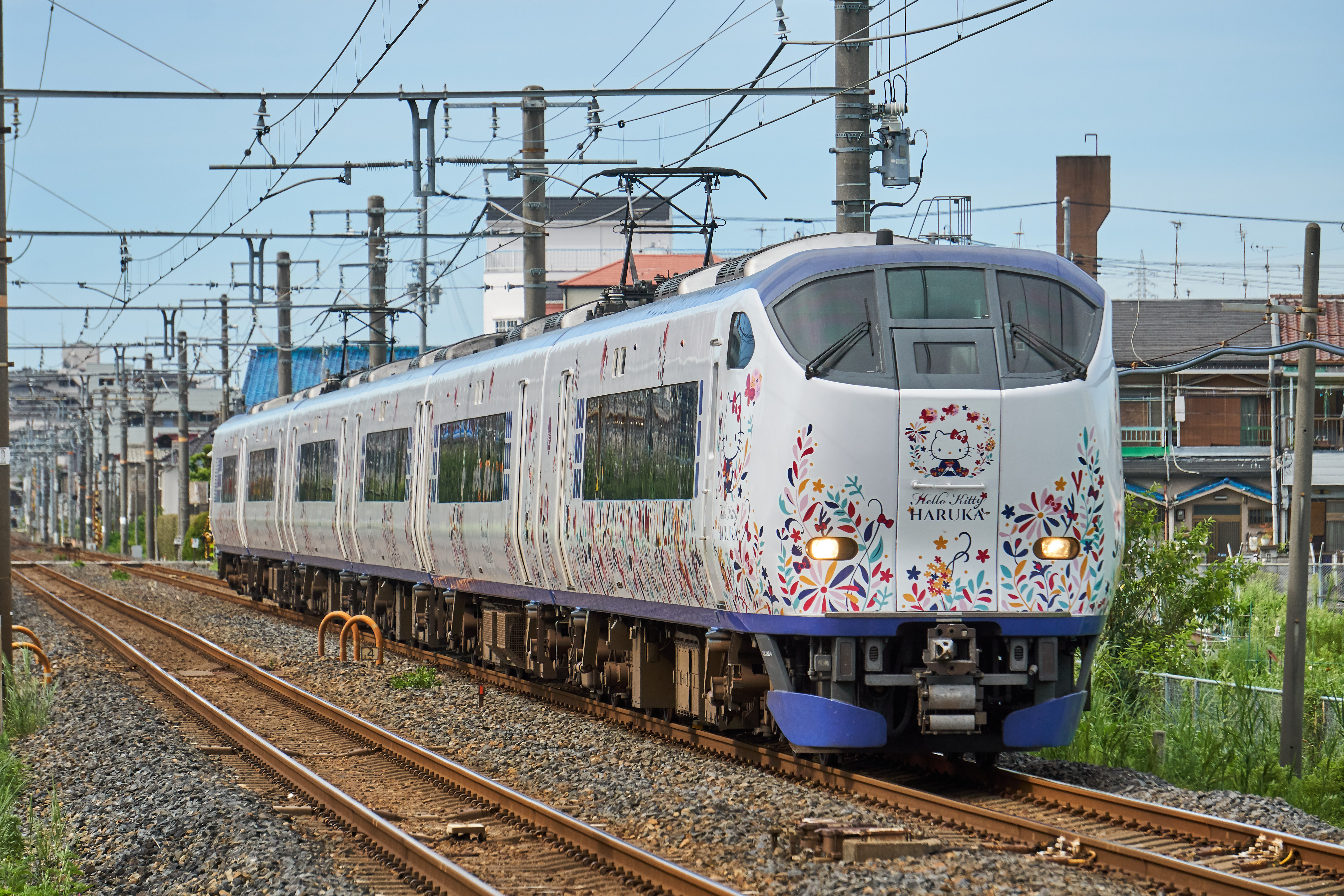
「Butterfly」編成
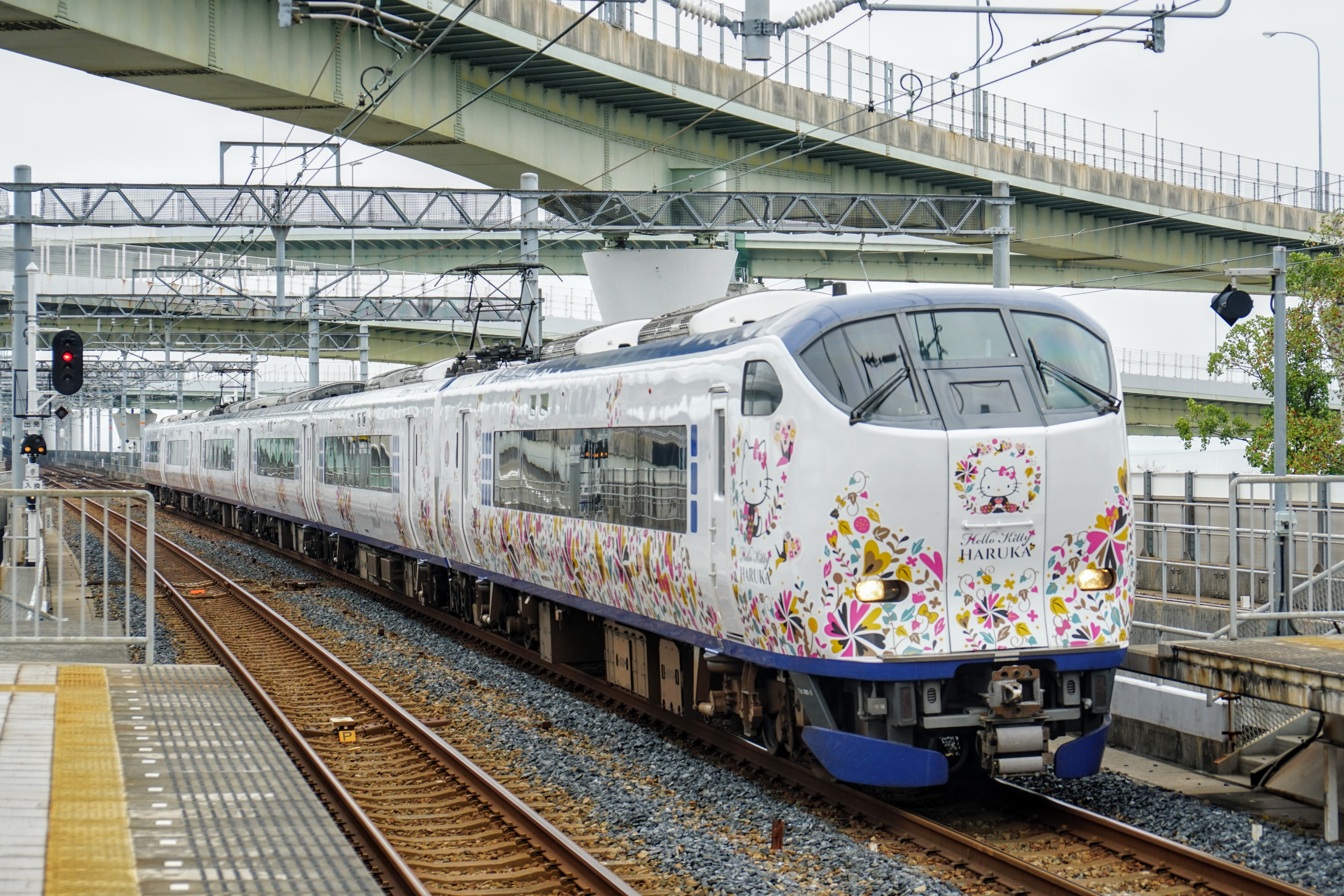
「Ori-Tsuru」編成
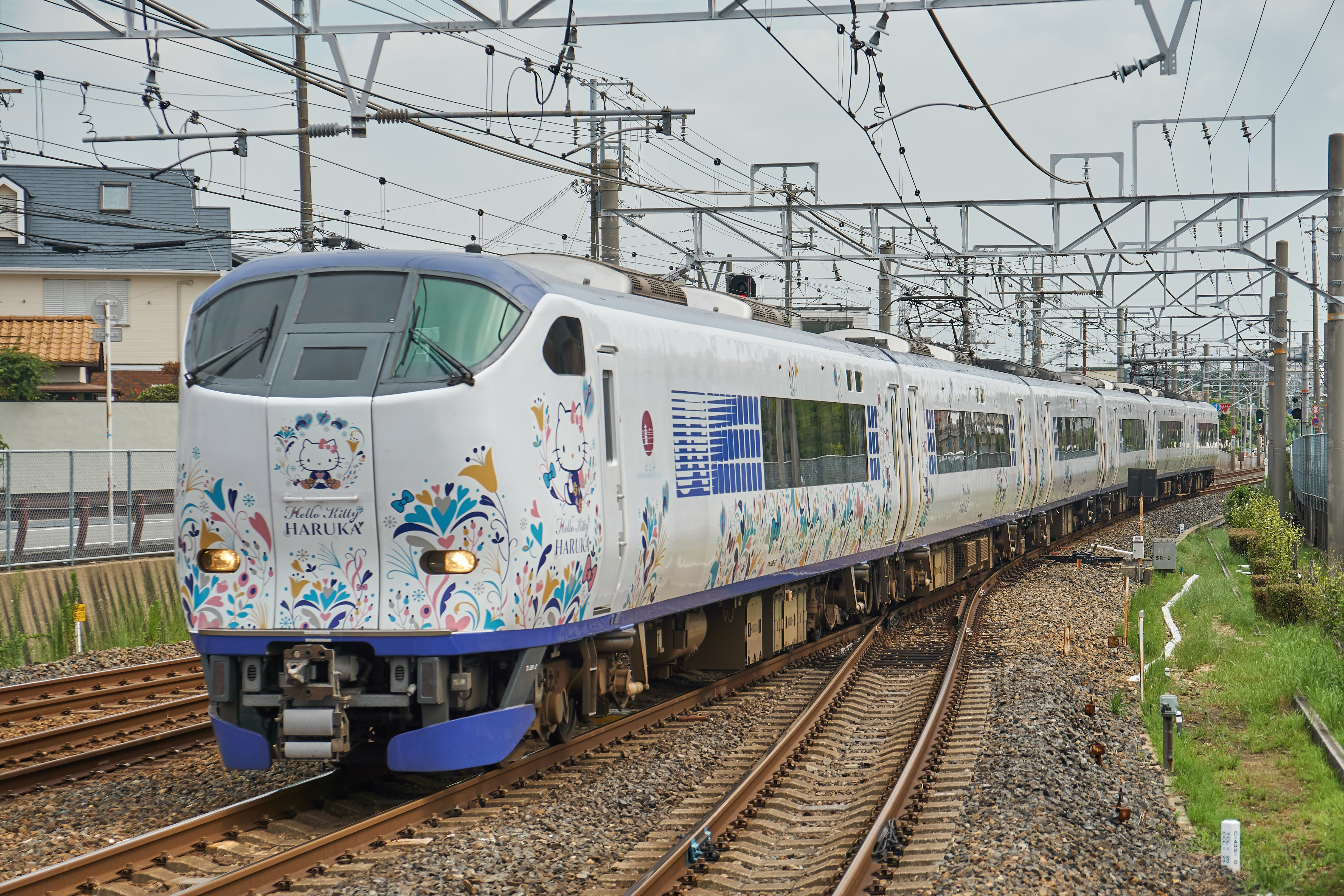
「Kanzashi」編成
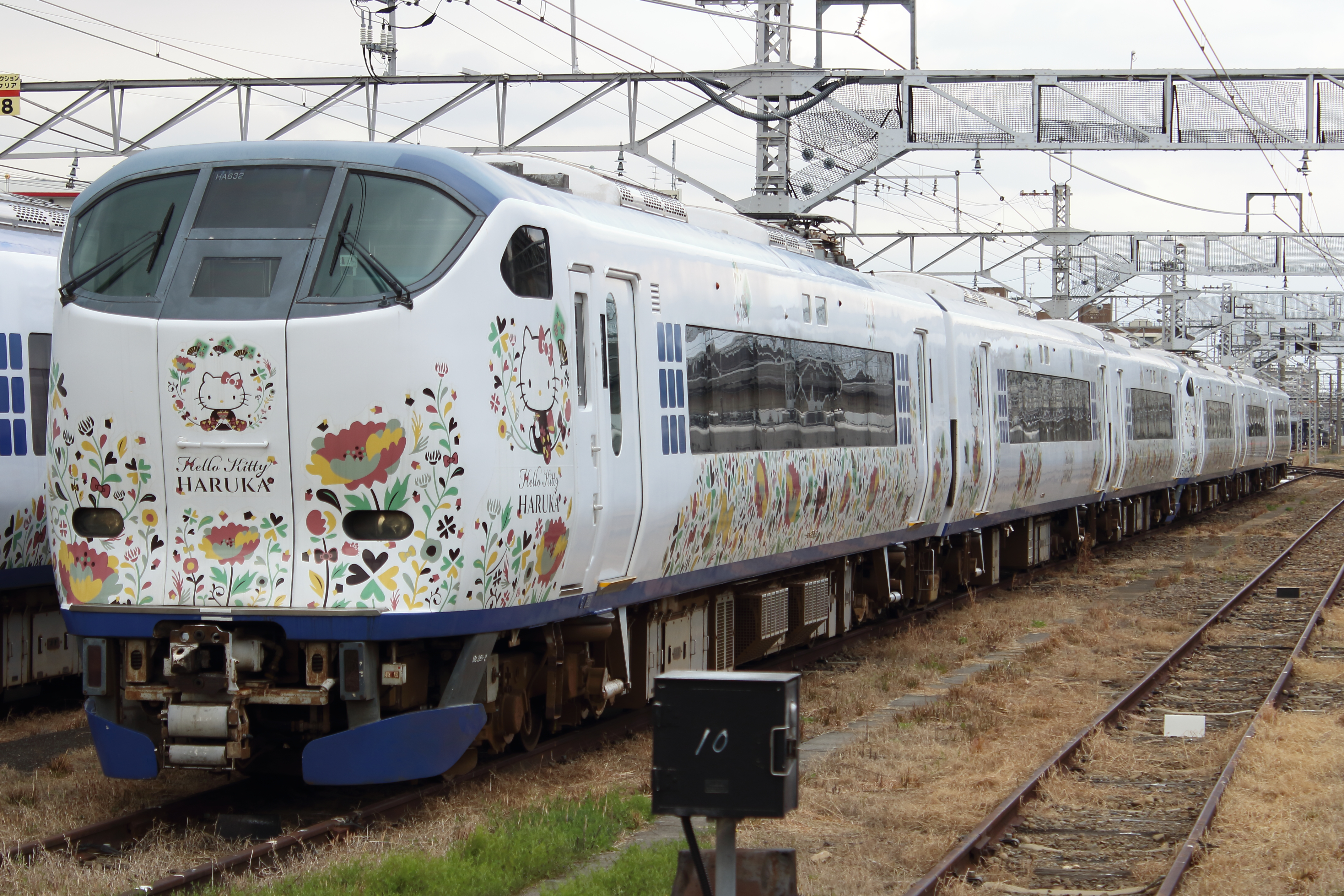
「Ougi」編成

### 「はるか」運行開始30周年ラッピング
2024年（令和6年）8月7日より、「はるか」全車両を対象に、「はるか」運行開始30周年記念ロゴをラッピングして運行する。

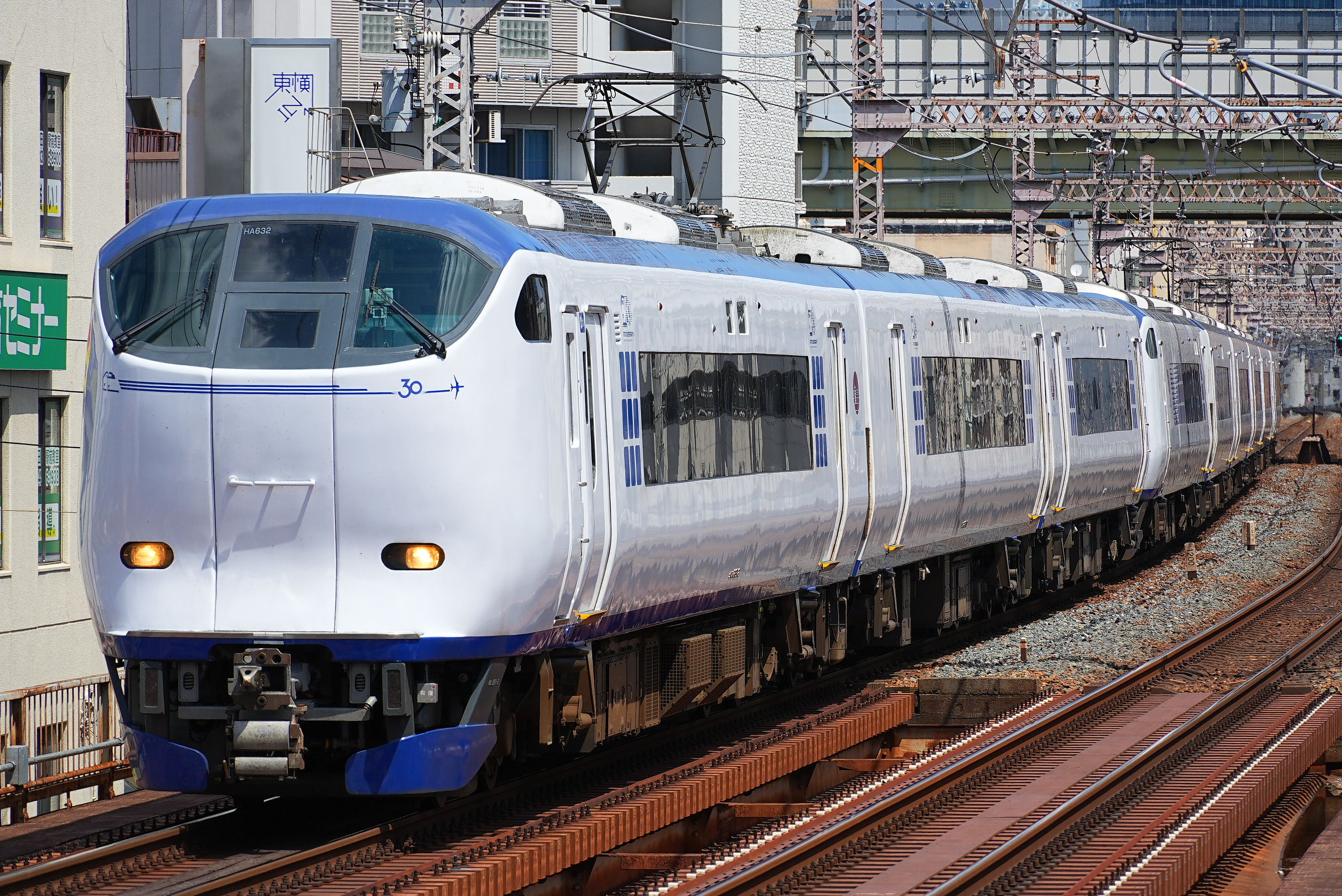
30周年記念ロゴをラッピングした車両 （2025年4月4日 野田駅）

## 歴史
- 1994年（平成6年）
  - 3月：第1編成が完成。運転開始までに5両編成×9本（45両）が揃う[7]。
  - 9月4日：関西国際空港が開港し、「はるか」として営業運転開始[19]。
- 1995年（平成7年）
  - 4月：中間付随車が新製され、6両編成化される[7]。
  - 7月：3両付属編成×3本（9両）新製[7]。
- 2002年（平成14年）10月1日：編成の方向転換が行われる。
- 2016年（平成28年）1月14日：当形式の荷物室ドア外板パネルが走行中に剥がれ落ちる事故が発生[4][5]。この事故を受け、後日全編成の荷物室ドアが封鎖される[6]。
- 2019年（平成31年）1月29日：6両基本編成×1本が「ハローキティはるか」ラッピング車両となり、後日全編成に波及[14][15]。
- 2020年（令和2年）
  - 3月14日：271系運行開始に伴い、全ての6両基本編成を対象に異種形式の併結運転を開始[8][20][21]。
  - 4月1日：新型コロナウイルス感染症による乗客減を背景に、「はるか」全列車が6両編成に短縮されたため、全ての3両付属編成が運用を外れる[22]。
- 2023年（令和5年）8月4日：水際対策緩和に伴う利用者増加を見越し、「はるか」の9両運転が拡大されたため、全ての3両付属編成が運用に復帰する。

## 編成表
2025年（令和7年）4月1日現在
凡例
- 近車：近畿車輌
- 川重：川崎重工業（現：川崎車両）

| ← 野洲・京都関西空港 → | ← 野洲・京都関西空港 → | ← 野洲・京都関西空港 → | ← 野洲・京都関西空港 → | ← 野洲・京都関西空港 → | ← 野洲・京都関西空港 → | ← 野洲・京都関西空港 → | ← 野洲・京都関西空港 → | ← 野洲・京都関西空港 → | ← 野洲・京都関西空港 → | ← 野洲・京都関西空港 → | ← 野洲・京都関西空港 → |
| ---------------------- | ---------------------- | ---------------------- | ---------------------- | ---------------------- | ---------------------- | ---------------------- | ---------------------- | ---------------------- | ---------------------- | ---------------------- | ---------------------- |
| 編成番号               | クロ 280               | モハ 281               | サハ 281               | サハ 281               | モハ 281               | クハ 281               | 落成日                 | 落成日                 | ハローキティラッピング | ハローキティラッピング | ハローキティラッピング |
| 編成番号               | クロ 280               | モハ 281               | サハ 281               | サハ 281               | モハ 281               | クハ 281               | 基本編成               | サハ281-100            | デザイン               | 実施日                 | 解除日                 |
| HA601                  | 1                      | 2                      | 1                      | 101                    | 1                      | 1                      | 1994/03/15 （近車）    | 1995/04/21 （近車）    | Kanzashi               | 2020/02/27             |                        |
| HA602                  | 2                      | 4                      | 2                      | 102                    | 3                      | 2                      | 1994/03/23 （川重）    | 1995/04/22 （近車）    | Kanzashi               | 2019/04/20             |                        |
| HA603                  | 3                      | 6                      | 3                      | 103                    | 5                      | 3                      | 1994/04/16 （近車）    | 1995/04/23 （近車）    | Ori-Tsuru              | 2019/03/26             |                        |
| HA604                  | 4                      | 8                      | 4                      | 104                    | 7                      | 4                      | 1994/05/11 （近車）    | 1995/04/24 （近車）    | Butterfly              | 2019/01/28             | 2023/12/13             |
| HA605                  | 5                      | 10                     | 5                      | 105                    | 9                      | 5                      | 1994/05/17 （近車）    | 1995/04/24 （近車）    | Ori-Tsuru              | 2019/07/06             | 2025/03/04             |
| HA606                  | 6                      | 12                     | 6                      | 106                    | 11                     | 6                      | 1994/05/26 （近車）    | 1995/06/28 （川重）    | Ori-Tsuru              | 2019/12/20             |                        |
| HA607                  | 7                      | 14                     | 7                      | 107                    | 13                     | 7                      | 1994/06/10 （近車）    | 1995/06/28 （川重）    | Butterfly              | 2019/10/31             | 2024/04/06             |
| HA608                  | 8                      | 16                     | 8                      | 108                    | 15                     | 8                      | 1994/06/15 （川重）    | 1995/07/11 （近車）    | Kanzashi               | 2019/08/10             |                        |
| HA609                  | 9                      | 18                     | 9                      | 109                    | 17                     | 9                      | 1994/06/29 （川重）    | 1995/07/11 （川重）    | Butterfly              | 2019/06/30             |                        |
| 編成番号               | クハ 280               | サハ 281               | クモハ 281             |                        |                        |                        |                        | 落成日                 | ハローキティラッピング | ハローキティラッピング | ハローキティラッピング |
| 編成番号               | クハ 280               | サハ 281               | クモハ 281             | デザイン               | 実施日                 | 解除日                 |                        | 落成日                 |                        |                        |                        |
| HA631                  | 1                      | 110                    | 1                      |                        |                        |                        |                        | 1995/07/07 （川重）    | ougi                   | 2020/04/06             | 2024/10/24             |
| HA632                  | 2                      | 111                    | 2                      | 1995/07/10 （川重）    | 2024/12/27             |                        |                        |                        | ougi                   | 2020/04/06             |                        |
| HA633                  | 3                      | 112                    | 3                      | 1995/07/14 （近車）    | 2020/09/17             |                        |                        |                        | ougi                   |                        |                        |